# Geranomyia flavitarsis
Geranomyia flavitarsis is een tweevleugelige uit de familie steltmuggen (Limoniidae). De soort komt voor in het Oriëntaals gebied.